# Михайлик Михайло Карпович
 Михайло Карпович Михайлик (8 листопада 1897, с. Глодоси, Єлисаветградський повіт, Херсонська губернія — † 1924, м. Сарни) — український військовий діяч, поручик авіації флоту УНР.

## Життєпис
Народився в с. Глодоси Єлисаветградського повіту Херсонської губернії. Учасник українського національного відродження 1917 р. у Криму. У 1917–1918 рр. член Ради Української Чорноморської громади, організатор українізації Чорноморського флоту. Учасник бою під Крутами 29 січня 1918 р.
У 1919 р. був старшиною у Київській групі Дієвої армії УНР, у 1920–1921 р. — ад'ютант Куреня Низових Запорожців 1-ї Запорізької дивізії Армії УНР. Взяв участь у Першому і Другому Зимових походах, отримав поранення. На початку 1920 р. жив у Сарнах.
Помер від серцевого нападу у м. Сарни.
Автор спогадів про Бій під Крутами.

## Твори
Михайлик М. Український національний рух в Криму в 1917 р. // Літопис Червоної. Калини. – 1932. – Ч. 7-8.